# Улица Сибиряков-Гвардейцев (Новосибирск)
Улица Сибиряко́в-Гварде́йцев (бывш. 6-й Пятилетки) — одна из главных магистралей левобережья города Новосибирска. Расположена в Кировском районе. Пересекает район с севера на юг, от площади Карла Маркса до Затулинского жилмассива. Является одной из основных магистралей Кировского района, с интенсивным транспортным потоком. Улица играет важную роль, связывая со станцией метро жилмассивы юга Кировского района — Затулинский и отчасти Мира (Расточка), Северо-Чемской и Станиславский.

## Географическое расположение
Улица Сибиряков-Гвардейцев начинается в районе Площади Карла Маркса, в месте примыкания улиц Покрышкина с Новогодней. Далее она идёт прямо на юг, до пересечения с улицей Немировича-Данченко. После её пересечения, следует мост через малую реку Тула, а затем следует поворот на площадь Сибиряков-Гвардейцев.
Последняя образована вместе с улицей Мира. Вслед за этой площадью следует небольшая горка, а затем выезд на мостик, над железнодорожной веткой. После чего последует Северный проезд, а затем площадь Кирова. Она находится в месте пересечения улицы Сибиряков-Гвардейцев с улицей Петухова. А заканчивается улица Сибиряков-Гвардейцев в месте пересечения с улицей Зорге — примерно через километр после площади Кирова.

## Происхождение названия
Улица названа в честь воинов 22-й (150-й) Сибирской добровольческой дивизии им. Сталина, сражавшейся в годы Великой Отечественной войны, закончившей свой путь в Прибалтике.

## Памятники, мемориальные доски и памятные знаки

### Памятники
В 1975 году на одноимённой площади была воздвигнута стела «Штыки», состоящая из 3-х штыков (с тремя гранями) чёрного цвета. На каждом штыке имеется плита квадратной формы с чеканкой, серебристого цвета. На одной плите — Орден Славы. На другой — красная звезда в центре, а сверху красным цветом сделана надпись «гвардия». На третьей плите — красная звезда (в центре круга), во внутреннем круге изображён Кремль и имеется надпись «победа». Проект стелы выполнен специалистами Новосибирского инженерно-строительного института им. В. Куйбышева. Руководитель проекта — Б. И. Оглы.
В 1985 году по инициативе ветеранов дивизии недалеко от площади Маркса был сооружён Мемориальный комплекс «Звезда». Памятник состоит из стелы, клумбы и двух боковых сооружений.
С 2005 года оба памятника включены в «Перечень объектов культурного наследия муниципального (местного) значения».

### Паспорт улицы
25 июня 1981 года в начале улицы, на границе Ленинского и Кировского районов, были установлены раскрытая книга из металла со знаком «Гвардия» и доской с памятным текстом.

## Транспорт

### Наземный общественный транспорт
По улице Сибиряков-Гвардейцев проходят маршруты общественного транспорта:
- Автобус 4, 6, 14, 24, 60, троллейбусы 4 и 8 (от улицы Зорге до площади Маркса);
- Троллейбус 26 и автобус 91 (от улицы Зорге до площади Кирова);
- Маршрутное такси 54 (от улицы Зорге до площади Сибиряков-Гвардейцев);
- Автобусы 10 и 43 (от площади Маркса до площади Сибиряков-Гвардейцев);
- Автобус 40 (от площади Маркса до улицы Немировича-Данченко);
- Маршрутное такси 4 (от улицы Немировича-Данченко до улицы Зорге);
- Трамваи 10 и 15 (от площади Сибиряков-Гвардейцев до площади Маркса);
- Трамваи 3 и 18 (от площади Кирова до площади Маркса);
- Автобусы 45 и 115В и маршрутное такси 55 (от площади Кирова до площади Маркса; в обратном направлении — от улицы Немировича-Данченко до площади Кирова);
- Маршрутное такси 77 и автобус 264 (от площади Маркса до площади Кирова);
- Автобус 1250 (от Северного проезда до площади Маркса).

К станции метро «Площадь Маркса» следуют почти все указанные маршруты (кроме автобуса 91, троллейбуса 26, маршрутного такси 4 и трамвая 9)
- Остановки «Магазин Кристалл» и «Новая»: автобусы 4, 14, 24, 264, маршрутное такси 77; автобус 60 при следовании в направлении Затулинского жилмассива.
- Остановки «Ватутина (Башня)», «Метро Площадь Маркса», «Магазин Кристалл» и «Новая»: автобус 6, троллейбус 8.
- Остановки «ГУМ», «Метро Площадь Маркса», «Магазин Кристалл» и «Новая»: автобус 40 и маршрутное такси 54 при следовании в направлении Западного жилмассива.
- Остановки «Площадь Маркса» и «Метро Площадь Маркса»: автобус 43; автобус 60 при следовании в направлении Троллейного жилмассива.
- Остановки «Площадь Маркса» и «Ватутина (Башня»): автобусы 45 и 115В, маршрутное такси 55 при следовании в направлении областной больницы.
- Остановки «Магазин Кристалл», «Площадь Маркса», «ГУМ Россия»: маршрутное такси 54 при следовании в направлении Затулинского жилмассива.

### Остановки
Остановки общественного транспорта, расположенные по улице Сибиряков-Гвардейцев:
- А, Тб, Мт: «Новая» (пл. Маркса), «Вертковская/Гвардейская», «Советская Сибирь» (ул. Сибиряков-Гвардейцев), «Площадь Сибиряков-Гвардейцев», «Торговый Город Левобережный», «Индустриальная», «Площадь Кирова», Зорге.
- Тр: «Новая» (пл. Маркса), «Площадь Сибиряков-Гвардейцев», «Торговый Город Левобережный», «Индустриальная».

## Примечание
1. 1 2 3  Сибиряки идут — газета «Вечерний Новосибирск», 06.07.2012. Дата обращения: 1 декабря 2012. Архивировано 15 октября 2012 года.
2. ↑  Районы Новосибирска: Кировский район — GorodGid.ru. Дата обращения: 11 апреля 2012. Архивировано из оригинала 8 мая 2012 года.
3. ↑  В Тулу со своим самосвалом — НГС.НОВОСТИ, 05.07.2010. Дата обращения: 12 ноября 2012. Архивировано 17 июня 2011 года.
4. ↑  Районы Новосибирска — ГородГид. Дата обращения: 11 апреля 2012. Архивировано из оригинала 8 мая 2012 года.
5. ↑  Новосибирск современный: Кировский район. Дата обращения: 12 ноября 2012. Архивировано 4 марта 2016 года.
6. ↑  Сибирь и сибиряки в Великой Отечественной войне 1941—1945 гг. — Областной центр информационных технологий управления образования администрации Новосибирской области при участии отдела образования Новосибирской Епархии, 29.04.2010. Дата обращения: 28 марта 2012. Архивировано 22 мая 2013 года.
7. 1 2  Памятники района — Официальный сайт Кировского района Новосибирска Архивировано 3 марта 2012 года.
8. ↑  Распоряжение мэрии г. Новосибирска от 08.02.2005 № 699-р «Об объектах культурного наследия (памятниках истории и культуры) муниципального значения»
9. ↑  Главная > История города > Хроники: 1981-2000 — Музей города Новосибирска. Дата обращения: 2 декабря 2012. Архивировано из оригинала 10 июля 2012 года.